# Visierlinie

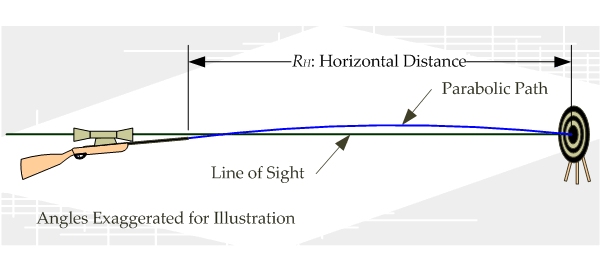
Visierlinie = Line of sight

Als Visierlinie bezeichnet man bei Feuerwaffen die Strecke zwischen dem Auge des Schützen und dem gewünschten Auftreffpunkt des Geschosses über eine Visierung.
Ein gewünschter Auftreffpunkt eines Geschosses muss hierbei meist wegen Abweichungen in der Ballistik durch den Haltepunkt korrigiert werden. Bei einer offenen Visierung verläuft die Visierlinie über Kimme und Korn, bei Dioptervisierungen über Lochkimme und Ringkorn, bei Zielfernrohren meist über ein Absehen (Fadenkreuz, Leuchtpunkt etc.) zum Ziel.
Je länger eine Waffe ist, desto weiter können Kimme und Korn konstruktionsbedingt auseinanderliegen. Hierdurch werden genauere Korrekturen der Visierlinie möglich, wodurch präziser gezielt werden kann.
Das aus einer horizontal gehaltenen Waffe abgefeuerte Geschoss hat nach dem Verlassen einer Laufmündung keine geradlinige Flugbahn. Bedingt durch die Erdanziehungskraft verliert das Geschoss auf seinem Weg kontinuierlich an Höhe. Um das Geschoss trotzdem ins Ziel zu bringen, muss der Lauf vorne gegenüber der Horizontalen angehoben werden. Laufseelenachse und Visierlinie sind so nicht mehr parallel zueinander, sondern bilden einen Winkel. Daraus ergibt sich, dass das Geschoss nach kurzer Strecke aus dem Lauf die Visierlinie schneidet, um dann nach einer bestimmten Flugstrecke ein weiteres Mal die Visierlinie zu schneiden. Dieser zweite Schnittpunkt wird günstigste Einschussentfernung – GEE genannt. Die GEE ist von mehreren Faktoren abhängig: Geschossgewicht, Geschossgeschwindigkeit, Formfaktor des Geschosses etc. und wird in Datenblättern („Schusstafeln“) erfasst. Mit der GEE und Beschreibungen der Geschossflugbahn ist es möglich festzustellen, wie groß die Abweichung von der Vertikalen etwa sein wird, wenn auf Entfernungen geschossen wird, die vor oder hinter der GEE lokalisiert sind. Dieser Aspekt ist für die Jagd (wo über stets verschiedene Entfernung geschossen wird) von besonderer Bedeutung; hier ist nicht der „Punktschuss“, sondern der Schuss auf eine Fläche, dort wo sich lebenswichtige Organe befinden, von Bedeutung.
Wird das Visier einer Waffe so eingestellt, dass auf einer festgelegten Entfernung das anvisierte Ziel getroffen wird, spricht man vom „Fleckschuss“ oder vom „Einschießen auf Fleck“. Der Fleckschuss hat bei Wettbewerben (jagdlich; sportlich) seine besondere Bedeutung.